# Ist Mama nicht fabelhaft?
Pour plus de détails, voir Fiche technique et Distribution.
Ist Mama nicht fabelhaft? (titre français : Maman est formidable) est un film allemand réalisé par Peter Beauvais sorti en 1958.

## Synopsis
Après la mort de son mari, Sabine Meinrad crée une petite boutique de mode pour enfants, avec ses revenus elle fait vivre sa famille. De leurs trois fils, Axel, l'aîné, est déjà marié et attend son premier enfant. Chaque fois que la bénédiction de la maison présente un petit déséquilibre, Axel, au grand dam de sa femme, demande conseil à sa mère. Peter, le cadet, étudie le droit ; son intérêt principal, cependant, est l'étude du sexe féminin. Kai, le plus jeune, va toujours à l'école et dirige une ferme d'araignées dans sa chambre. Un jour, une étudiante placée par le service client de l'université TUSMA fait irruption dans cette famille. Pour Kai, 15 ans, elle n'est donc que "Miss Tusma". Peu de temps après, son cœur ne bat plus que pour la nouvelle résidente.
Axel et sa Gisela ont enfin trouvé leur propre appartement. Cet événement doit être célébré d'une manière spéciale. La belle-mère d'Axel est également attendue à la fête. Mais dès son arrivée, elle prend le commandement de la maison. Tout le monde craint pour sa liberté, surtout Mama Sabine, car elle garde un grand secret depuis quelques mois : Le secret est un monsieur nommé Horn. Peter fait connaissance avec "Tusma" et l'invite à une soirée. Les deux tombent amoureux l'un de l'autre. Pour la première fois de sa vie, Kai doit ressentir ce qu'est le chagrin d'amour.
La paix ne revient dans la famille que lorsque la belle-mère d'Axel dit au revoir. Vers la fin, Mama Meinrad peut être heureuse de trois façons : son premier petit-enfant, une nouvelle belle-fille et enfin un nouveau mari.

## Fiche technique
- Titre : Ist Mama nicht fabelhaft?
- Réalisation : Peter Beauvais assisté d'Elly Rauch
- Scénario : Barbara Noack (de), Ilse Lotz-Dupont (de)
- Musique : Norbert Schultze
- Direction artistique : Rolf Zehetbauer
- Costumes : Vera Mügge
- Photographie : Igor Oberberg
- Son : Fritz Schwarz
- Montage : Lilian Seng
- Production : Otto Lehmann (de)
- Société de production : UFA
- Société de distribution : UFA
- Pays de production :  Allemagne de l'Ouest
- Langue : allemand
- Format : Noir et blanc - 1,37:1 - Mono - 35 mm
- Genre : Comédie
- Durée : 93 minutes
- Dates de sortie :
  - Allemagne de l'Ouest : 14 août 1958.
  - France : 15 janvier 1960[1].

## Distribution
- Luise Ullrich : Sabine Meinrad
- ses fils :
  - Gunnar Möller (de) : Axel
  - Charles Brauer : Peter
  - Harald Martens : Kai
- Paul Klinger (de) : Albert Horn
- Lore Hartling : Gisela
- Fita Benkhoff (de) : Tante Emma
- Ingrid Ernest : Mlle Tusma
- Elga Andersen : Evelyn
- Olga Plüss : Edelgard
- Gisela Fritsch (de) : Ute
- Brigitte Rau : Britta
- Käthe Haack : Hebamme